# Monumento a papa Pio XI

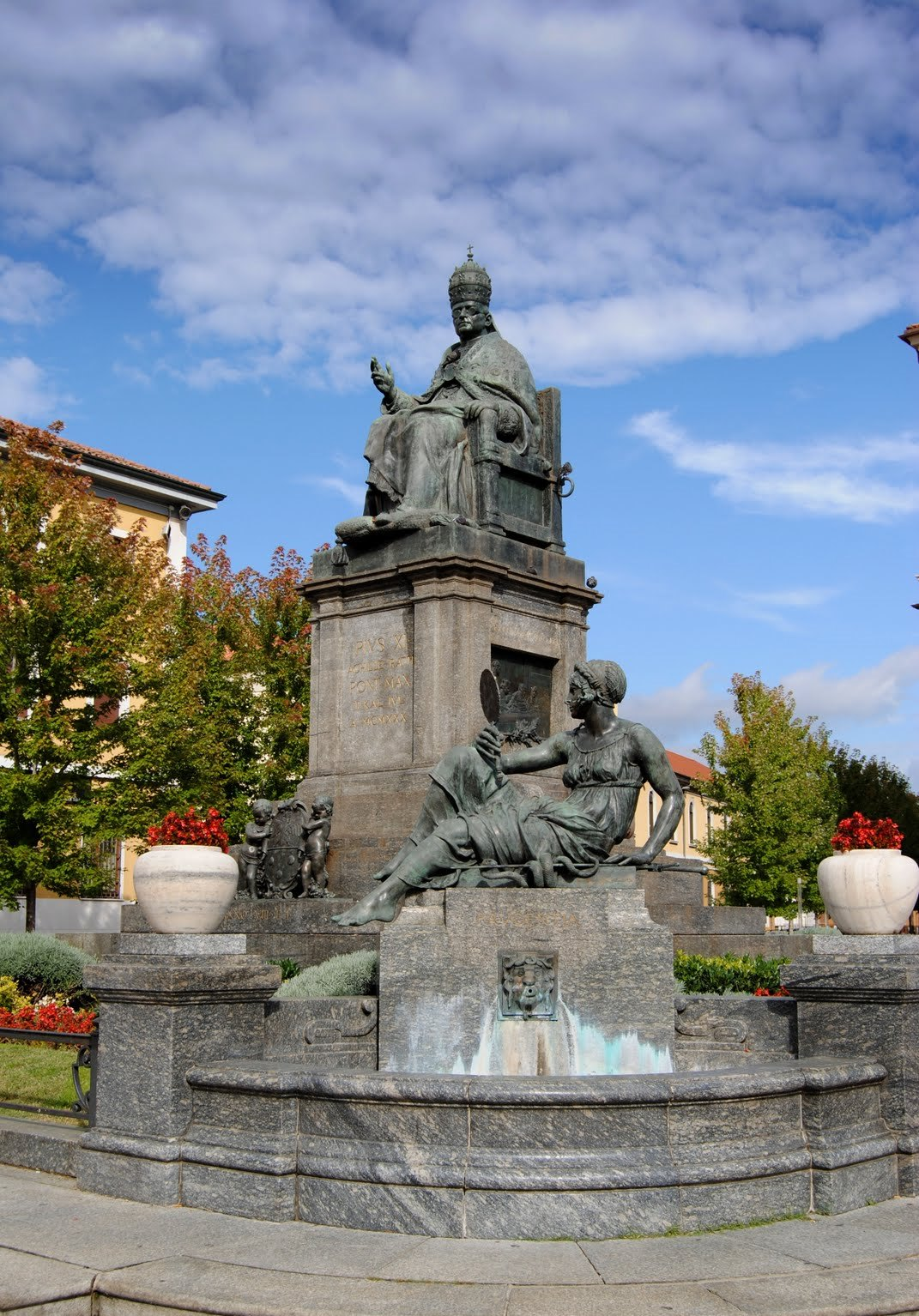
Il monumento a Pio XI nella piazza principale di Desio

Il monumento a papa Pio XI sorge al centro della piazza della Conciliazione, a Desio.
Ad imperitura memoria del figlio più illustre di Desio, il 29 giugno 1930, festa dei santi Pietro e Paolo, alla presenza del prevosto mons. Erminio Rovagnati, mons. Galbiati prefetto della Biblioteca Ambrosiana di Milano e numerose autorità civili, fu posta la prima pietra del monumento, voluto dal podestà Giulio Gavazzi.
L'opera fu realizzata dallo scultore Alberto Dresler (Milano 1878-1949) e raffigura il  pontefice benedicente seduto con i paludamenti papali sulla sedia gestatoria. Agli angoli quattro fontane con le allegorie delle virtù cardinali: Prudenza, Giustizia, Fortezza e Temperanza. Nella parte anteriore due putti reggono lo stemma papale mentre nella parte posteriore una composizione di libri con una corda e una piccozza da scalatore vogliono ricordare le imprese alpinistiche del giovane seminarista Achille Ratti.
Uno dei bassorilievi alla base della sedia gestatoria celebra la firma dei Patti Lateranensi e raffigura Benito Mussolini e il cardinale Pietro Gasparri nell'atto della firma degli stessi.
Un simbolo fascista è altresì visibile nella statua della Fortezza, che porta in mano un fascio littorio.